# Guillermo Franco
Guillermo Luis Franco Farquarson (n. 3 noiembrie 1976) este un fost fotbalist mexican de etnie argentiniană. El a reprezentat Mexicul la două Campionate Mondiale de Fotbal, în 2006 și 2010.

## Palmares

### Club
San Lorenzo
- Primera División de Argentina: 2001 (Clausura)
- Copa Mercosur: 2001

CF Monterrey
- Primera División de México: 2003 (Clausura)

Vélez Sársfield
- Argentine Primera División: 2011 (Clausura)

### Internațional
Mexic
- CONCACAF Gold Cup: 2009

### Individual
- Primera División de México – Golgheter: 2004 (Apertura)

## Statistici carieră

### Club
|               |                 |                              | Campionat | Campionat | Cupă         | Cupă         | Continental     | Continental     | Total   | Total  |
| Sezon         | Club            | Campionat                    | Meciuri   | Goluri    | Meciuri      | Goluri       | Meciuri         | Goluri          | Meciuri | Goluri |
| Argentina     | Argentina       | Argentina                    | Campionat | Campionat | Cupă         | Cupă         | South America   | South America   | Total   | Total  |
| ------------- | --------------- | ---------------------------- | --------- | --------- | ------------ | ------------ | --------------- | --------------- | ------- | ------ |
| 1995–96       | San Lorenzo     | Primera División (Argentina) | 3         | 0         | -            | -            | -               | -               | 3       | 0      |
| 1996–97       | San Lorenzo     | Primera División (Argentina) | 6         | 0         | -            | -            | -               | -               | 6       | 0      |
| 1997–98       | San Lorenzo     | Primera División (Argentina) | 10        | 1         | -            | -            | -               | -               | 10      | 1      |
| 1998–99       | San Lorenzo     | Primera División (Argentina) | 6         | 0         | -            | -            | -               | -               | 6       | 0      |
| 1999–00       | San Lorenzo     | Primera División (Argentina) | 26        | 10        | -            | -            | -               | -               | 26      | 10     |
| 2000–01       | San Lorenzo     | Primera División (Argentina) | 19        | 7         | -            | -            | -               | -               | 19      | 7      |
| 2001–02       | San Lorenzo     | Primera División (Argentina) | 26        | 5         | -            | -            | -               | -               | 26      | 5      |
| Mexico        | Mexico          | Mexico                       | Campionat | Campionat | Cupă         | Cupă         | America de Nord | America de Nord | Total   | Total  |
| 2002–03       | Monterrey       | Primera División (Mexico)    | 39        | 15        | -            | -            | -               | -               | 39      | 15     |
| 2003–04       | Monterrey       | Primera División (Mexico)    | 30        | 12        | -            | -            | -               | -               | 30      | 12     |
| 2004–05       | Monterrey       | Primera División (Mexico)    | 28        | 23        | -            | -            | -               | -               | 28      | 23     |
| 2005–06       | Monterrey       | Primera División (Mexico)    | 22        | 13        | -            | -            | -               | -               | 22      | 13     |
| Spain         | Spain           | Spain                        | Campionat | Campionat | Copa del Rey | Copa del Rey | Europe          | Europe          | Total   | Total  |
| 2005–06       | Villareal       | La Liga                      | 12        | 4         | 0            | 0            | 5               | 0               | 17      | 4      |
| 2006–07       | Villareal       | La Liga                      | 27        | 2         | 5            | 0            | -               | -               | 32      | 2      |
| 2007–08       | Villareal       | La Liga                      | 24        | 8         | 0            | 0            | 6               | 1               | 30      | 9      |
| 2008–09       | Villareal       | La Liga                      | 18        | 0         | 1            | 1            | 6               | 1               | 25      | 2      |
| England       | England         | England                      | Campionat | Campionat | FA Cup       | FA Cup       | Europe          | Europe          | Total   | Total  |
| 2009–10       | West Ham United | Premier League               | 23        | 5         | 0            | 0            | -               | -               | 23      | 5      |
| Argentina     | Argentina       | Argentina                    | Campionat | Campionat | Cupă         | Cupă         | South America   | South America   | Total   | Total  |
| 2010–11       | Vélez Sársfield | Primera División (Argentina) | 6         | 0         | -            | -            | 3               | 1               | 9       | 1      |
| 2011–12       | Vélez Sársfield | Primera División (Argentina) | 11        | 5         | -            | -            | 6               | 4               | 17      | 9      |
| Mexic         | Mexic           | Mexic                        | Campionat | Campionat | Cupă         | Cupă         | America de Nord | America de Nord | Total   | Total  |
| 2011–12       | Pachuca         | Primera División (Mexico)    | 12        | 0         | 0            | 0            | 0               | 0               | 12      | 0      |
| USA           | USA             | USA                          | Campionat | Campionat | Open Cup     | Open Cup     | America de Nord | America de Nord | Total   | Total  |
| 2012          | Chicago Fire    | MLS                          | 2         | 0         | 0            | 0            | 0               | 0               | 2       | 0      |
| Total         | Argentina       | Argentina                    | 113       | 27        | -            | -            | 9               | 5               | 121     | 32     |
| Total         | Mexic           | Mexic                        | 131       | 63        | -            | -            | -               | -               | 131     | 63     |
| Total         | Spania          | Spania                       | 81        | 14        | 6            | 1            | 17              | 2               | 104     | 17     |
| Total         | Anglia          | Anglia                       | 23        | 5         | 0            | 0            | -               | -               | 23      | 5      |
| Total         | USA             | USA                          | 2         | 0         | 0            | 0            | 0               | 0               | 2       | 0      |
| Total carieră | Total carieră   | Total carieră                | 250       | 109       | 6            | 1            | 24              | 5               | 280     | 117    |

### Internațional
| Echipa | An    | Meciuri | Goluri |
| ------ | ----- | ------- | ------ |
| Mexic  | 2005  | 4       | 1      |
| Mexic  | 2006  | 6       | 1      |
| Mexic  | 2007  | 0       | 0      |
| Mexic  | 2008  | 2       | 0      |
| Mexic  | 2009  | 8       | 4      |
| Mexic  | 2010  | 5       | 1      |
| Total  | Total | 25      | 7      |

### Goluri internaționale
| #  | Data              | Stadion                                         | Oponent                    | Scor | Rezultat     | Competiția                                             |
| -- | ----------------- | ----------------------------------------------- | -------------------------- | ---- | ------------ | ------------------------------------------------------ |
| 1. | 8 octombrie 2005  | Estadio Alfonso Lastras, San Luis Potosí, Mexic | Guatemala                  | 1–1  | 5–2          | Calificările pentru Campionatul Mondial de Fotbal 2006 |
| 2. | 1 martie 2006     | Pizza Hut Park, Frisco, SUA                     | Ghana                      | 1–0  | 1–0          | Meci amical                                            |
| 3. | 10 iunie 2009     | Estadio Azteca, Mexico City, Mexic              | Trinidad și Tobago         | 1–0  | 2–1          | Calificările pentru Campionatul Mondial de Fotbal 2010 |
| 4. | 23 iulie 2009     | Soldier Field, Chicago, SUA                     | Costa Rica                 | 1–0  | 5–3 (p.s.o.) | 2009 CONCACAF Gold Cup                                 |
| 5. | 26 iulie 2009     | Giants Stadium, East Rutherford, SUA            | Statele Unite ale Americii | 0–5  | 0–5          | 2009 CONCACAF Gold Cup                                 |
| 6. | 5 septembrie 2009 | Estadio Ricardo Saprissa, San José, Costa Rica  | Costa Rica                 | 0–2  | 3–0          | Calificările pentru Campionatul Mondial de Fotbal 2010 |
| 7. | 24 mai 2010       | Wembley Stadium, London, Anglia                 | Anglia                     | 2–1  | 3–1          | Meci amical                                            |